# Xynias lithosina
Espèce
Xynias lithosina est une espèce d'insectes lépidoptères appartenant à la famille  des Riodinidae et au genre Xynias .

## Taxonomie
Xynias lithosina a été décrit par Henry Walter Bates en 1868 sous le nom d' Esthemopsis lithosina.

### Sous-espèces
- Xynias lithosina lithosina; au Brésil
- Xynias lithosina christalla Grose-Smith, 1902; en Équateur
- Xynias lithosina cynosema Hewitson, 1874; en Bolivie
- Xynias lithosina potaronus Kaye, 1919; en Guyana

## Description
Xynias lithosina est un papillon blanc à veines largement soulignées de marron foncé à noir avec une bordure du bord costal et du bord externe et aux ailes antérieures un apex marron marqué d'une tache blanche en bande. Le revers est semblable.
Les sous-espèces se distinguent par une bande colorée du bord interne des ailes antérieures, rouge chez Xynias lithosina cynosema, orange chez Xynias lithosina christalla. Xynias lithosina potaronus présente dans l'apex des antérieures des taches blanches proches au lieu d'une barre.

## Écologie et distribution
Xynias lithosina est présent au Guyane, en Guyana, en Bolivie, en Équateur et au Brésil.

### Biotope
Il réside dans la forêt amazonienne.

### Protection
Pas de statut de protection particulier.